# Tuimelplug

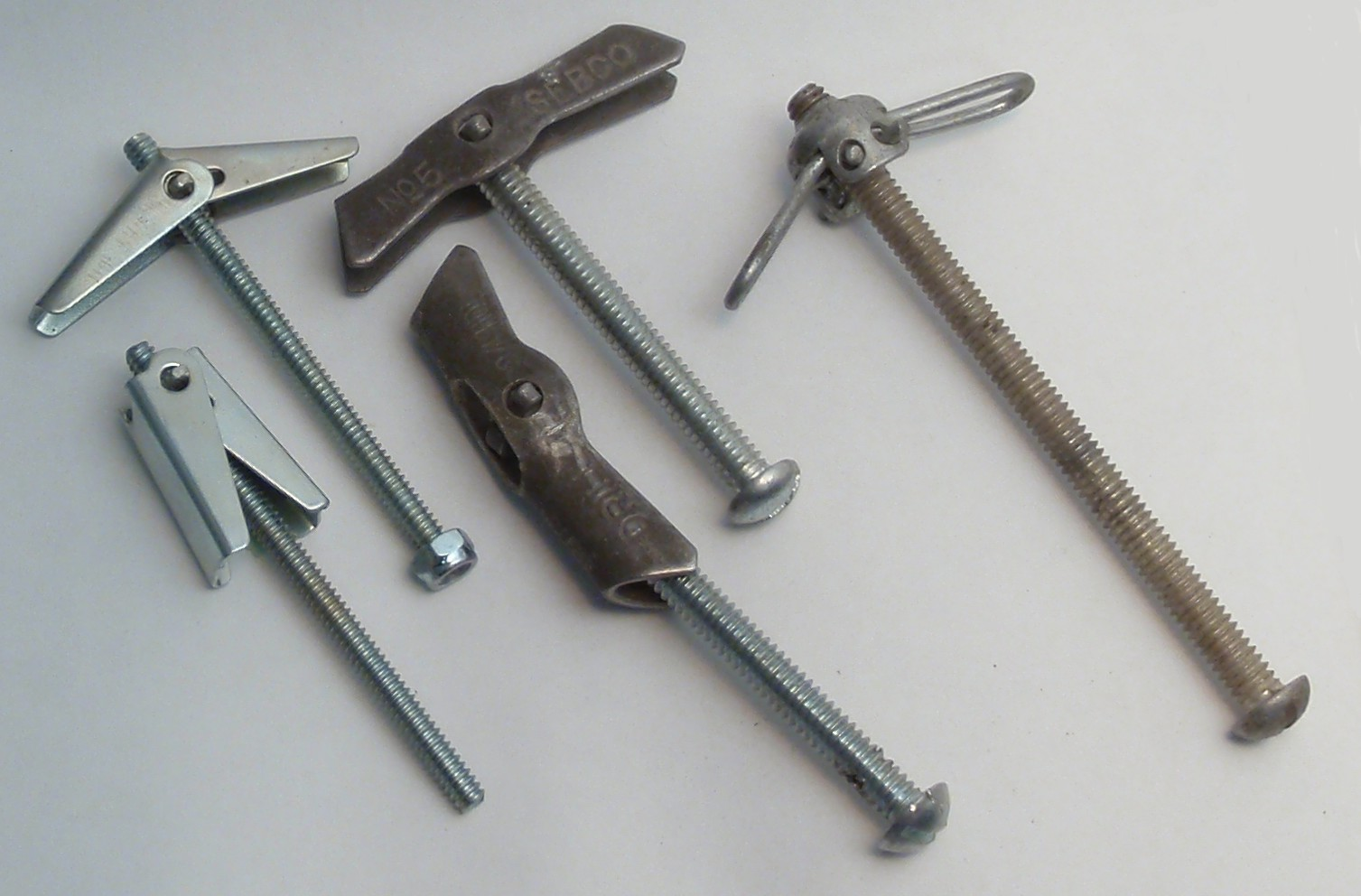
Diverse types tuimelpluggen, in opgeklapte en uitgeklapte toestand.

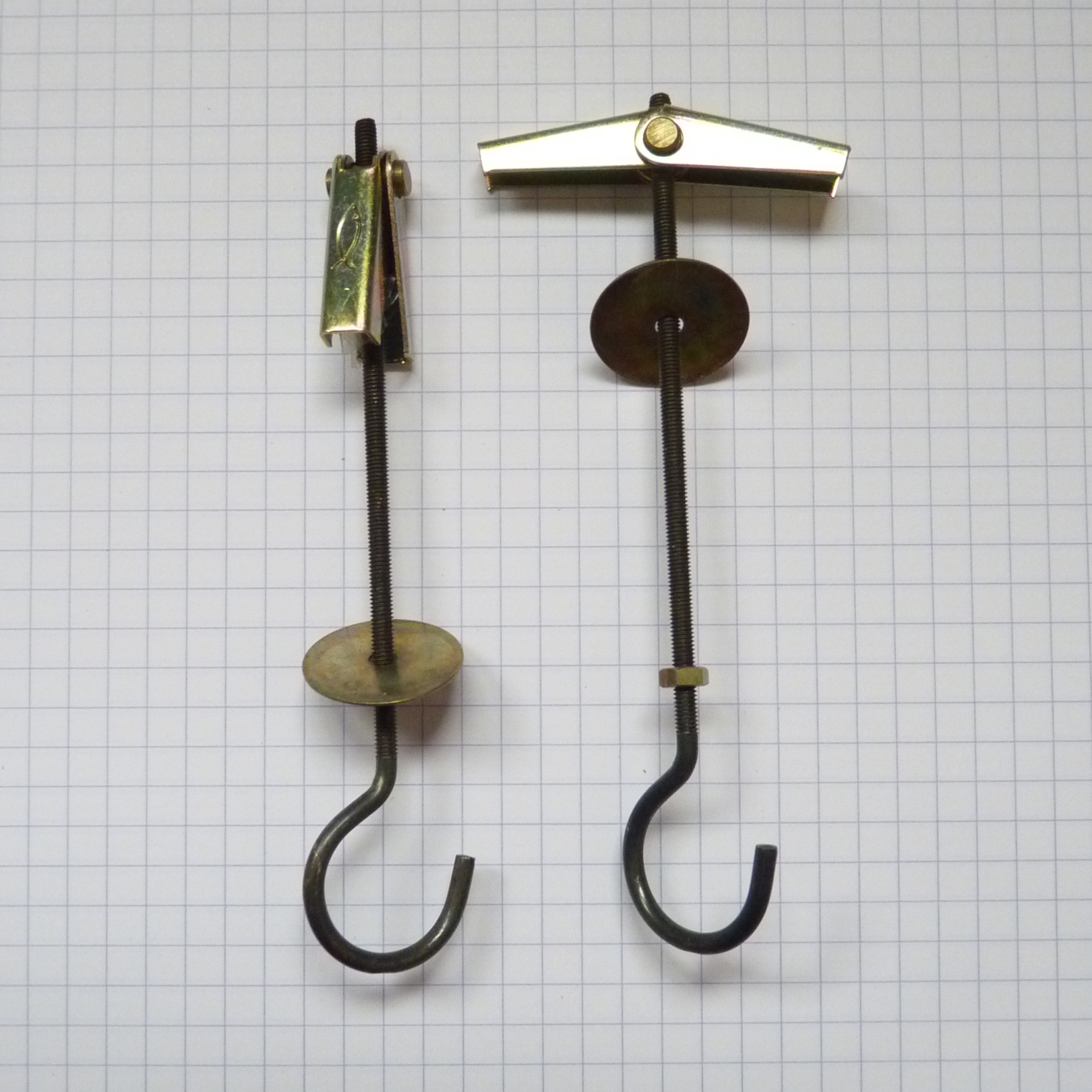
Een speciale versie met een haak, voor bevestiging aan plafondplaten.

Een tuimelplug, ook wel parapluplug genoemd, is een sterk bevestigingsmiddel dat eenzijdig aangebracht kan worden en dat - anders dan een gewone plug - specifiek geschikt is voor bevestiging van voorwerpen aan holle wanden, zoals wanden of plafonds van gipsplaat of dun hout. Ook worden ze wel toegepast bij holle stenen of betonprofielen (kanaalplaatvloeren).

## Beschrijving
De tuimelplug bestaat uit een draadeind of bout waaraan aan het uiteinde een moer met daaraan een of twee metalen 'vleugels' verend en scharnierend zijn bevestigd.

## Bevestigen
Voor de bevestiging wordt in de wand eerst een gat geboord. Vervolgens wordt de tuimelplug, met de vleugel(s) opgeklapt, in het gat gestoken, zover totdat de vleugels geheel de wand gepasseerd zijn, en uitklappen. Daarna wordt het te bevestigen voorwerp op het draadeind geschoven en vervolgens wordt er een moer op gedraaid. Als de tuimelplug bestaat uit een bout, dan zal het te bevestigen voorwerp hier eerst aan bevestigd moeten worden voordat de plug in de muur wordt gestoken.
Door de moer en/of het draadeind aan te draaien wordt het voorwerp aan de muur bevestigd. Tijdens het aandraaien van de moer moet er aan de bout getrokken worden, om te voorkomen dat de vleugels aan de andere kant meedraaien, en er effectief niets gebeurt. Soms hebben de vleugels weerhaakjes aan het uiteinde, om meedraaien tegen te gaan.

## Voor- en nadelen
voordelen
- Een tuimelplug kan, door het grote oppervlak van de vleugels, grote krachten overbrengen, en door het oppervlak van de vleugels kan die kracht ook over een vrij groot oppervlak van de muur verdeeld worden. De kracht wordt overgebracht op de achterzijde van het wandmateriaal, waardoor de volle dikte van de wand wordt benut voor de krachtsoverbrenging. De sterkte van de verbinding wordt vrijwel geheel bepaald door de sterkte van het materiaal waaruit de wand bestaat.
- Eenzijdige bevestiging.

nadelen
- Een tuimelplug kan - eenmaal in de muur aangebracht - niet meer losgemaakt worden om hem elders opnieuw te gebruiken. Als het draadeind uit de muur geheel wordt losgedraaid, zal de moer met daaraan de vleugels in de muur achterblijven.
- Om het 'parapluutje' door te kunnen laten moet in de wand een gat worden geboord dat beduidend groter is dan de diameter van het draadeind.
- Een tuimelplug kan niet gebruikt worden op plaatsen waar de wand niet hol is, bijvoorbeeld omdat er zich op die plaats een draagbalk achter het wandmateriaal bevindt.
- Er is enige handigheid nodig bij het aanbrengen van een tuimelplug, om te voorkomen dat de gehele plug de muur in verdwijnt en zo verloren gaat, en om te voorkomen dat het deel met de vleugels mee draait tijdens het bevestigen.